# 卢瓦-谢尔省抵抗运动、流放和解放博物馆

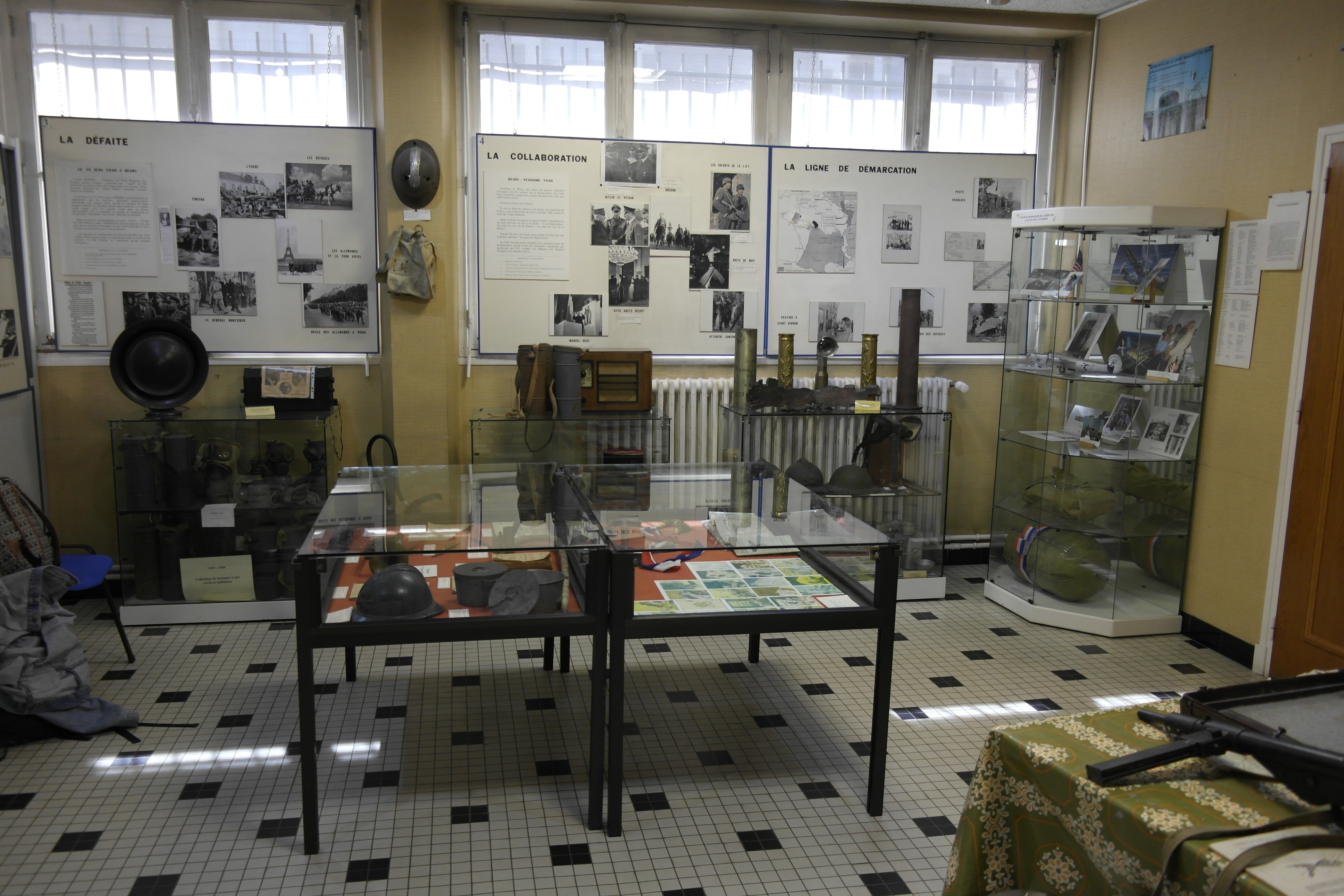

卢瓦-谢尔省抵抗运动、流放和解放博物馆（Musée de la Résistance, de la déportation et de la Libération en Loir-et-Cher）是一个关于第二次世界大战主题的博物馆，位于法国卢瓦-谢尔省布卢瓦格雷夫广场（place de la Grève）1号。

## 历史
该博物馆成立于1995年，由布卢瓦市管理。它包括8个主题展厅，包括纳粹的崛起、假战、德国占领、合作、抵抗运动、流放和解放。